# Талица (Слуцкий район)
Та́лица (транслит.:Talica, бел. : Таліца) — деревня в Слуцком районе Минской области Республики Беларусь. Входит в состав Весейского сельсовета.
Расположена в 16 км к востоку от Слуцка, в 100 км к югу от Минска.
Талица находится в углу леса. Рельеф равнинный. В деревне одна улица. В конце деревни расположено Талицкое кладбище.

## История
В 1852 году Талица значилась как хутор в составе казённого имения Выбронецкое Слуцкого повета Минской губернии Российской империи.
В 1854 году потомственный дворянин Реутт Михаил Фёдоров (13.01.1814-12.03.1878~1893) из застенка Мелешкевичи, купил землю в казённом хуторе Талица и на ней построил дом и стал там жить с женой (Мария Григориева девичья фамилия-Барковская) и детьми (Иван, Андрей, Параскевия).
С 1854 по 1856 год Михаила Фёдорова двоюродный брат Реутт Фёдор Даниилов купил рядом с ним землю и построил дом. Его дом был ближе к Г-образному повороту в центре хутора.
С 1854 года Талица обозначается как урочище.
В 1856 году Талица населяли дворяне и мещане и Талица обозначается как застенок.
В 1856 году застенок Талица состоит из 6 дворов:
1. Реутт Иван (01.02.1848-1893~)[4] от Михаила (13.01.1814-12.03.1878~1893) от Фёдора (1773-16.02.1834) от Якова Фёдорова (1747—1812) — дворяне;
2. Реутт Семён (17.04.1835-?) и брат Иван (22.10.1830-?) были от Фёдора (1807-?) от Даниила (1781-11.02.1828) от Якова Фёдорова (1747—1812) — дворяне;
3. Балвонович Григорий — дворяне из шляхты;
4. Балвонович Матвей Григориев — дворяне из шляхты;
5. Забродский Лонгин Иванов из застенка Мелешкевичи[5] — мещане;
6. Забродский Яков Иванов внук от Реутт Фёдора Яковлева и сын от Реутт Евдокеи Фёдоровой и Забродского Ивана Иванова из застенка Мелешкевичи[6] – мещане.

В 1893 году и до 1919 года Талица обозначается как застенок и находится в составе Слуцкой волости Слуцкого уезда Минской губернии Российской империи.
С 1919 года Талица находилась в составе Слуцкого района Минской области БССР.
С 20.09.1944 по 08.01.1954 деревня Талица находилась в составе Слуцкого района Бобруйской области БССР.
В деревне Талица была кузница с кузнецом.
В деревне был клуб. Клуб использовался под магазин.
19.11.1928 жители деревни Талица написали заявление на открытие Договорной Школы в одном из домов в деревне. Заявление было одобрено. Школа содержалась на средства жителей деревни. В школе преподавал учитель, которому жители предоставили жильё и заработную плату в размере 55 рублей. В школе учились 13-15 детей.
Примерно в 1975 году в деревню Талица из Слуцка ездил рейсовый автобус.[значимость факта?]
В 1.7 км от деревни Талица, в направлении на посёлок Сороги, в лесу находится памятник неизвестному лётчику возле Талицы, установленный на месте падения подбитого 26.06.1941 советского самолёта с неизвестным лётчиком.